# Markus Ries
Markus Ries (* 5. Mai 1959 in Frauenfeld) ist ein Schweizer Kirchenhistoriker.

## Leben
Ries studierte von 1980 bis 1985 Theologie an den Universitäten Luzern und Freiburg im Üechtland. Von 1986 bis 1990 war er wissenschaftlicher Assistent an der Theologischen Fakultät der Universität München. In München promovierte er 1990 mit einer Untersuchung über Die Neuorganisation des Bistums Basel am Beginn des 19. Jahrhunderts zum Dr. theol. Von 1990 bis 1994 arbeitete er als Archivar des Bistums Basel in Solothurn. Seit 1994 ist er Professor für Kirchengeschichte an der Universität Luzern. Von 2009 bis 2016 war er zusammen mit Edmund Arens, Martin Baumann, Antonius Liedhegener und Wolfgang W. Müller beteiligt am universitären Forschungsschwerpunkt „Religion und gesellschaftliche Integration in Europa“ (REGIE).
Am 22. Mai 2024 hielt er seine Abschiedsvorlesung und wird zum Ende des Sommersemesters 2024 emeritiert werden.